# Tárik al Hášimí
Tárik al Hášimí (arabsky طارق الهاشمي‎, * 1942 v Bagdádu) je irácký politik, od roku 2006 jeden z iráckých viceprezidentů. Zároveň byl také do května 2009 generálním sekretářem sunnitské politické strany Irácká islámská strana.
V prosinci 2011 na něj irácké úřady vydaly zatykač pro podezření z organizování vražd šíitů. Hášimí, který před vládními úředníky včas odešel do autonomního Iráckého Kurdistánu, odkud ho místní úřady odmítly vydat, obvinění popřel. Navštívil pak Katar, který ho také odmítl vydat, Saúdskou Arábii a Turecko, kde dostal povolení k pobytu. Od 8. května 2012 iráckou žádost o vydání potvrdil Interpol vydáním červeného zatykače, turecký vicepremiér Bekir Bozdag ovšem prohlásil, že Turecko Hášimího nevydá.
Irácký soud Hášimího nicméně 9. září 2012 v nepřítomnosti odsoudil k trestu smrti. Turecký premiér Recep Tayyip Erdoğan v reakci uvedl, že Hášimí může v Turecku zůstat, jak dlouho bude chtít.